# Omma sagitta
Omma sagitta är en skalbaggsart som beskrevs av Arturs Neboiss 1989. Omma sagitta ingår i släktet Omma och familjen Ommatidae. Inga underarter finns listade i Catalogue of Life.